# 地獄カルテット
地獄カルテット（じごくかるてっと）は、2007年から活動している日本のヘヴィメタルバンドである。

## 概要
リットーミュージック社の教則本『地獄のメカニカル・トレーニング・フレーズ』シリーズの著者によって結成されている。メンバーは音楽専門学校MIスクールの講師でもある。
元々は小林信一、MASAKI、GOの3人で「地獄トリオ」という名前であったが、ヴォーカルのNOV加入により3人を意味する"トリオ"から4人を意味する"カルテット"に変え「地獄カルテット」と改名した。

## メンバー
- NOV（ヴォーカル）元 AION・VOLCANO
- 小林信一（ギター） R-ONE・BLOOD IV
- MASAKI（ベース） 元アニメタル・CANTA・DAIDA LAIDA
- GO（ドラムス） SUNSOWL・黒夢・SADSサポート

## 来歴
- 2007年12月、東中野プリズン東京にて『地獄カルテット生誕祭』を行う[2]。
- 2009年2月、1stアルバム『この世の地獄物語』をリリース。

## ディスコグラフィ

### アルバム
1. この世の地獄物語 (2009年2月25日)
  - 教則本（全曲バンド・スコア&フレーズ解説）とカラオケCD付きの「この世の地獄物語 デラックス盤」が同時発売された。
2. 旋律の地獄遊戯（2010年5月26日）
3. 天空の地獄絵巻（2012年8月1日）
4. 地獄の斬曲剣（2014年5月21日）
5. 月牙の地獄列伝（2017年5月3日）

### シングル
1. 地獄の亀甲縛り（ゴンドラ）（2009年7月22日）
2. 地獄の吊り天井（ブランコ）（2009年10月21日）
3. 地獄の三角木馬（メリーゴーランド）（2010年2月24日）

いずれも、教則本（全曲バンド・スコア&フレーズ解説）付きのみの販売。